# ماریانا شیمنیس

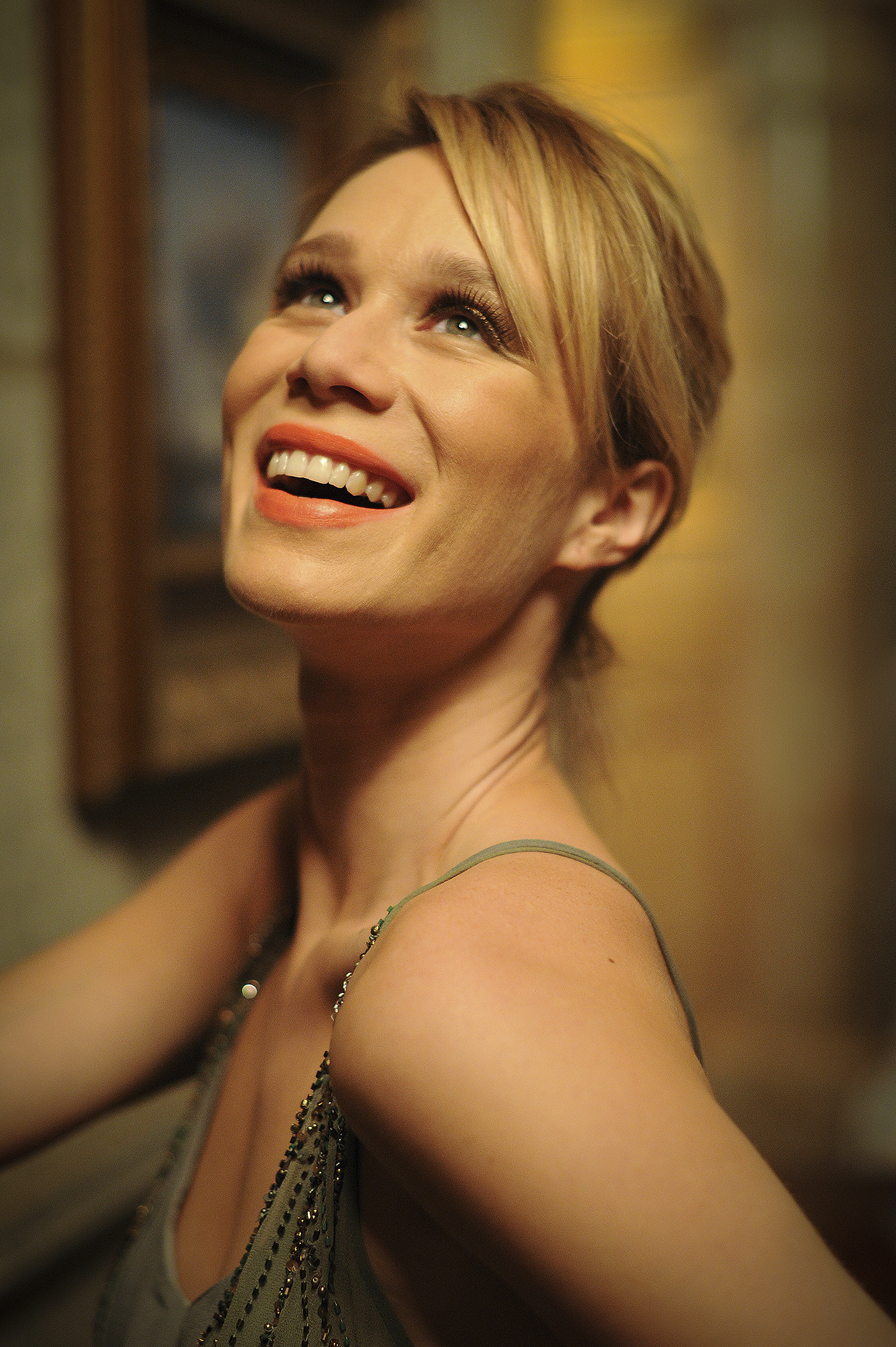
ماریانا شیمنیس در سال ۲۰۱۲

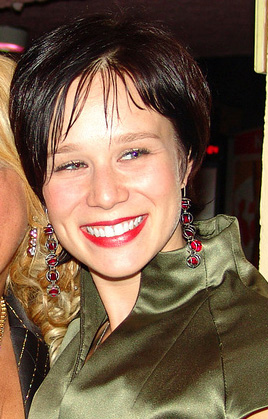
شیمنیس در سال ۲۰۰۵

ماریانا شیمنیس (پرتغالی برزیلی: Mariana Ximenes؛ ‏پرتغالی برزیلی: [maɾiˈɐnɐ ʃiˈmɛnis]؛ ‏ زادهٔ ۲۶ آوریل ۱۹۸۱) بازیگر، تهیه‌کننده فیلم اهل برزیل است. نخستین نقش او در تله‌نوولای شیفتگی در سال ۱۹۹۸ بود که در آن نقش امیلیا گوویا را به تصویر کشید. در همان سال او نقش روث استرن را در فیلم مسیر رؤیاها ایفا نمود. در سال ۲۰۰۰، او در فیلم اوگا-اوگا در نقش «بیوندا» بازی کرد. این نقش‌آفرینی سبب شهرت فراوان او در برزیل و در سطح بین‌المللی شد. بعدها در سال ۲۰۰۱، او دوبلور پرتغالی شخصیت شارون اسپیتز در مجموعهٔ انیمیشن کانادایی/چینی بریس‌فیس بود. او در سال ۲۰۰۶ نقش اصلی را در فیلم مارها و مارمولک‌ها و نقش لارا در تله‌نوولای مورد علاقه را ایفا نمود. در سال ۲۰۱۰، او نخستین نقش شرور و منفی خود را در تله‌نوولای تحسین‌شده شور و اشتیاق بازی کرد. از سال ۲۰۱۰ او در چندین تله‌نوولا، سریال‌های تلویزیونی، فیلم‌ها و اجراهای تئاتری ظاهر شده است. در سال ۲۰۱۶، او در سریال جایگزین خیالباف محض به نام دل داشته باش، همراه با مالوینو سالوادور بازی کرد.
ماریانا شیمنیس همچنین در طول دوران بازیگری خود چندین تمجید از جمله: «بهترین سال»، «جایزه مطبوعات بهترین بازیگر زن»، «جایزۀ جشنواره گرامادو»، «جایزهٔ جشنوارهٔ رسیف»، و «جایزهٔ کنتیگو» را به دست آورده است.

## زندگی‌نامه

### اوایل زندگی
ماریانا شیمنیس دو پرادو نوزی در ۲۶ آوریل ۱۹۸۱ در سائو پائولو به دنیا آمد و در ویلا ماریانا، محله‌ای در سائوپائولو بزرگ شد.
ماریانا از کودکی آرزوی بازیگر شدن را داشت. در سن ۶ سالگی، او در یک نمایشنامه مدرسه‌ای به عنوان سیندرلا ظاهر شد. او بازیگری را با تئاتر آماتور آغاز کرد و به والدینش اصرار داشت که در حرفه او به عنوان یک بازیگر سرمایه‌گذاری کنند و حتی در کمپین‌های تبلیغاتی مختلف شرکت کرد. اولین دورهٔ فراگیری بازیگری او در مدرسه تئاتر سلیا هلنا بود و تا سن ۱۲ سالگی، او در بیش از ۲۰۰ آگهی تبلیغاتی ظاهر شده بود. او از کلاس سوم ابتدایی تا سال سوم دبیرستان در کالج اسقف‌نشینی ماریستا تحصیل کرد.

## تبلیغات
در سال ۲۰۰۸، ماریانا شیمنیس به عنوان مدل پوستر برای شرکت آرایشی «ریسک» (Risqué) در کارزارهای تبلیغاتی مختلف این شرکت بود. بعداً در همان سال، «ریسک» خط تولیدی از لاک‌های ناخن به نام رندای برزیلی را ایجاد کرد که نام آن از رنگ لعابی سنتی معروف در فروش شرکت، رندا گرفته شد. «ریسک» پیشرو در فروش لاک ناخن، و نخستین شرکتی است که تبلیغات تلویزیونی در مورد لاک ناخن را اجرا کرد. در سال ۲۰۰۹، او در کارزار ۷ پایتخت سرخ، با هفت سایه مختلف قرمز، یک نسخه ویژه تبلیغاتی بازی کرد. در سال ۲۰۰۹، او بخشی از کارزار تبلیغاتی «جواهرات عرفانی ریسک» با سایه‌های مختلف، از آبی روشن تا تیره بود. به گفته این بازیگر، این ایده فوق‌العاده خوبی بود، زیرا او همیشه جواهرات خود را با رنگ لاک ناخن خود هماهنگ می‌کند. در سال ۲۰۱۱، او در کمپین «پاپ فور یو» بازی کرد، خطی از لاک‌های ناخن با الهام از دهه ۶۰، با رنگ‌های درخشان و رنگ‌های معمولی تابستانی. این خط تولید در ماه نوامبر راه اندازی شد، رنگ‌های لعابی بیشتری توسط ماریانا در شخصیت او کلارا درتله‌نوولای شور و اشتیاق استفاده شد. در سال ۲۰۱۲، او در کارزار تبلیغاتی ریسک کلاسیک با سایه‌های صورتی و فرانسوی خود بازی کرد که در تبلیغات استفاده شد و به موفقیت رسید.

## زندگی خصوصی
ماریانا شیمنیس و پدرو بوآرکه د اولاندا در سال ۲۰۰۱ در یک مهمانی با هم آشنا شدند. آنها با هم سفر کردند و ماریانا در فیلمی به نام همسر دوست من که توسط او تهیه شده بود بازی کرد. این فیلمساز یک بار توسط دو مرد ربوده شد که از چاقو برای تهدید او استفاده کردند. او ۱۸ ساعت پس از پرداخت ۱۰۰٬۰۰۰ دلار باج آزاد شد. بلافاصله پس از این واقعه، ماریانا شیمنیس جدایی‌اش از پدرو را تأیید کرد. او اظهار داشت که «ما صمیمانه از هم جدا شدیم و دوستی را حفظ کردیم: تنها و آرام».

## فیلم‌شناسی
از فیلم‌هایی که وی در آن‌ها نقش داشته است، می‌توان به روزهای نیچه در تورین اشاره نمود. او در فیلم‌های جوجه کوچولو و آواز صداپیشگی (دوبله برزیلی) نموده است.